# Inverell Shire Council
Inverell Shire Council is een Local Government Area (LGA) in de Australische deelstaat New South Wales. Inverell Shire Council telt 15.794 inwoners. De hoofdplaats is Inverell.